# Fyrste af Oranien
Fyrste af Oranien (eller fyrstinde af Oranien, hvis indehaveren er kvinde) er en titel, der oprindelig blev båret af fyrsten i det suveræne fyrstendømme Orange i det nuværende Sydfrankrig. Titlen bæres i dag traditionelt af den nederlandske tronfølger. 
Den nuværende indehaver af titlen er prinsesse Catharina-Amalia af Nederlandene, ældste datter af kong Willem-Alexander af Nederlandene